# ساوت‌بوری (کنتیکت)
ساوت‌بوری، کنتیکت (به انگلیسی: Southbury, Connecticut) یک سکونتگاه مسکونی در ایالات متحده آمریکا است که در کنتیکت واقع شده‌است.

## خصوصیات
ساوت‌بوری ۱۰۳٫۸ کیلومترمربع مساحت و ۱۹٬۹۰۴ نفر جمعیت دارد و ۱۰۲ متر بالاتر از سطح دریا واقع شده‌است.